# Moravský Žižkov
Moravský Žižkov là một làng thuộc huyện Břeclav, vùng Jihomoravský, Cộng hòa Séc.